# Иннокентий IV
Инноке́нтий IV (лат. Innocentius PP. IV, в миру — Синибальдо Фиески, граф Лаваньи, итал. Sinibaldo de Fieschi; ок. 1195 года, Генуя — 7 декабря 1254 года, Неаполь) — папа римский с 25 июня 1243 года по 7 декабря 1254 года.

## Ранние годы
О юных годах понтифика достоверных сведений нет. Синибальдо родился в Генуе (по некоторым источникам, в Манароле, близ Генуи) и был сыном Беатрисы Грилло и Уго Фиески, графа Лаваньи. Фиески были родовитой купеческой семьёй Лигурии. Синибальдо получил образование в университетах Пармы и Болоньи и какое-то время преподавал каноническое право в Болонье. Получив юридическое образование, он с 1218 года занимал видные посты в Римской курии.

## Кардинал
Перед восхождением на папский престол Синибальдо был вице-канцлером Святой Римской церкви (1226—1227) и кардиналом-священником с титулом церкви Сан-Лоренцо-ин-Лучина с 18 сентября 1227 года. Одно время считалось, что он стал епископом Альбенги в 1235 году, но доказательств тому нет.
Непосредственным предшественником Синибальдо на папском престоле был Целестин IV, избранный 25 октября 1241 года, но его правление длилось всего лишь пятнадцать дней. Став его преемником, Синибальдо продолжил политику пап Иннокентия III, Гонория III и Григория IX.

## Борьба с императором

Иннокентий IV, вероятно, был первым папой, имевшим собственный герб и собственную армию

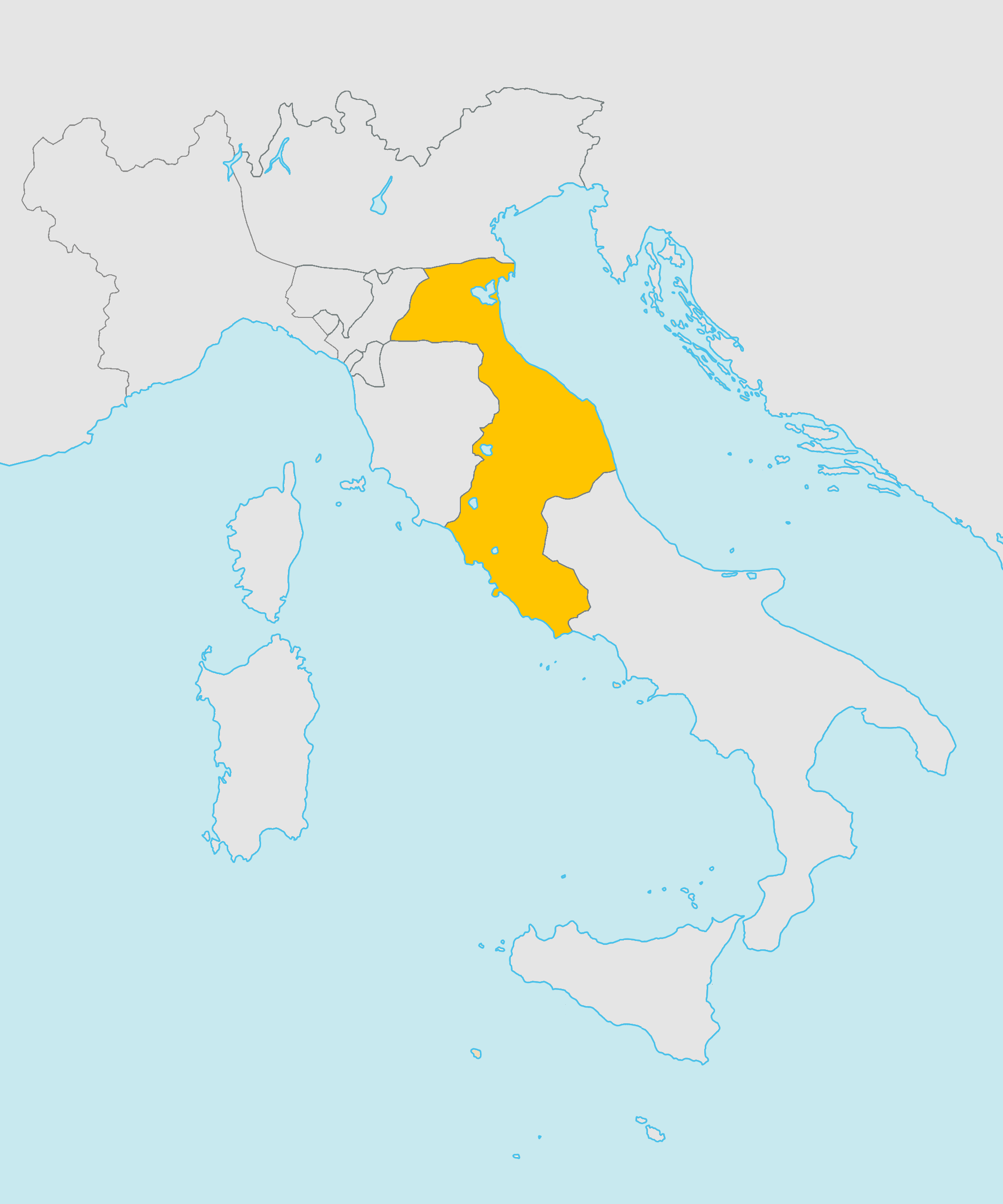
Патримоний Святого Петра

Избрание Синибальдо состоялось лишь через полтора года после смерти Целестина IV. Причиной тому являлись споры внутри коллегии кардиналов, разделившейся по поводу дальнейшей политики в отношении императора Фридриха II Гогенштауфена. После долгих дискуссий кардиналы, наконец, достигли единогласного решения. Кардинал Синибальдо де Фиески очень неохотно принял тиару, став папой Иннокентием IV 25 июня 1243 года. Будучи еще кардиналом, Иннокентий был в дружеских отношениях с Фридрихом, даже после отлучения последнего. Император восхищался мудростью кардинала, имея с ним беседы время от времени. После выборов остроумный Фридрих заметил, что он потерял дружбу с кардиналом, но восполнил потерю утратой вражды с папой.
Письмо Фридриха к новому понтифику было выдержано в уважительных тонах и содержало поздравления и пожелания успехов, а также выражение надежды на внесудебное разрешение разногласий между империей и папством. Переговоры начались вскоре после этого, но закончились неудачно. Иннокентий отказался отступать от своих требований, Фридрих II — тоже, и конфликт продолжился.
Иннокентий вел борьбу со светской властью императора как дипломатией, так и своими литературными произведениями. Внешне выражая готовность к примирению, папа одновременно предъявлял императору невыполнимые требования, нарушив заключенный в 1244 году мир. Папа возобновил с ним борьбу, низложил его на Лионском соборе и предложил избрать нового императора. Сперва был избран Генрих Распе, затем Вильгельм Голландский. Однако они не обладали ни властью, ни авторитетом. После смерти Фридриха продолжал бороться с его сыновьями Конрадом и Манфредом. Даже когда Манфред признал себя вассалом церкви, это не примирило папу с ним. Предлагал сицилийскую корону английскому королю Генриху III, Карлу Анжуйскому, Ричарду Корнуэльскому.

## Компромисс по Талмуду
Папа Григорий IX ранее разослал письма с призывами к сжиганию всех копий Талмуда в европейских государствах. Людовик IX, король Франции, в 1240 году постановил сжечь двадцать четыре воза с рукописями Талмуда.
Первоначально Иннокентий IV продолжал политику Григория, однако вскоре ему был предъявлен аргумент, что эта политика была отрицанием традиционной толерантной позиции церкви к иудаизму. Новый Папа Римский принял этот аргумент и в 1247 году полностью изменил свою позицию, написав письма о том, что Талмуд должен подвергаться цензуре, но не уничтожаться. Слова Иннокентия IV были встречены с неодобрением Эдом де Шатору. Тем не менее, позиция Папы Иннокентия IV была продолжена последующими папами.

## Вмешательство в светские дела
Как и Иннокентий III, Иннокентий IV считал себя наместником Всевышнего, мощь которого была больше мощи царей земных. Поэтому папа активно вмешивался в чисто мирские дела. Он назначил Афонсу III правителем Португалии, и предложил свою защиту Оттокару, сыну короля Богемии. Папа даже выступил на стороне короля Генриха III против дворян и епископов Англии.

## Дипломатия

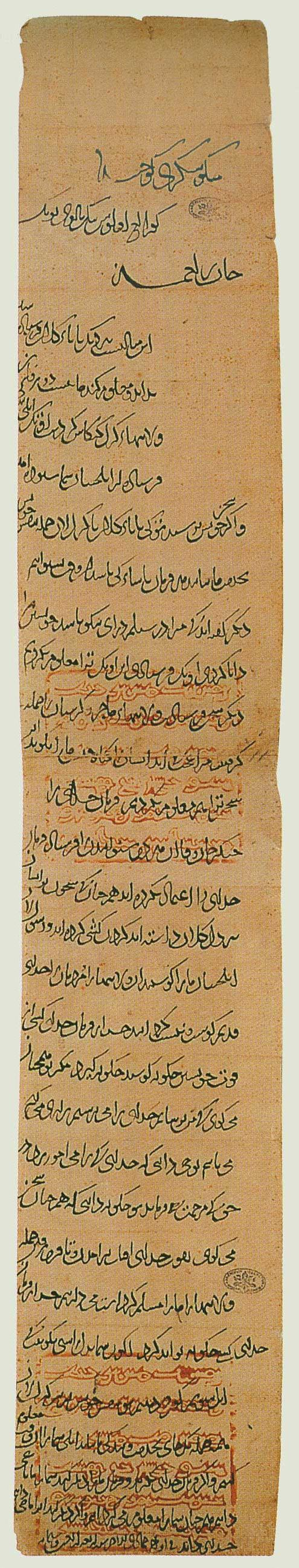
Письмо хана Гуюка папе Иннокентию IV, 1246 г.

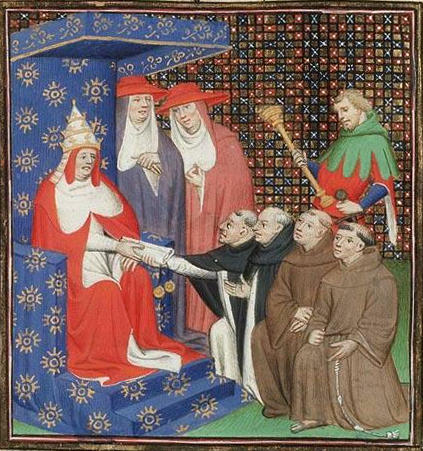
Папа Иннокентий IV отправляет доминиканцев и францисканцев послами к монголам.

В 1245 году, озабоченный вторжением монголов, Иннокентий IV направил на Восток три дипломатические миссии с письмом к Монгольскому хаану. Францисканец Джованни Плано Карпини достиг Каракорума, столицы великого хана. Также доминиканцы Асцелин и Андре де Лонжюмо побывали на Ближнем Востоке. Папа не оставлял планов о подчинении восточных церквей, так как Лонжюмо было поручено вести переговоры с яковитами и несторианами. В булле Cum hora undecima 1254 года перечисляются народы, к которым должны идти монахи-миссионеры. Кроме мусульман и язычников, это греки, сирийцы, армяне, грузины, копты, марониты, несториане и другие.
Оказывал поддержку восточным православным князьям, в 1253 году короновал князя Даниила Галицкого.

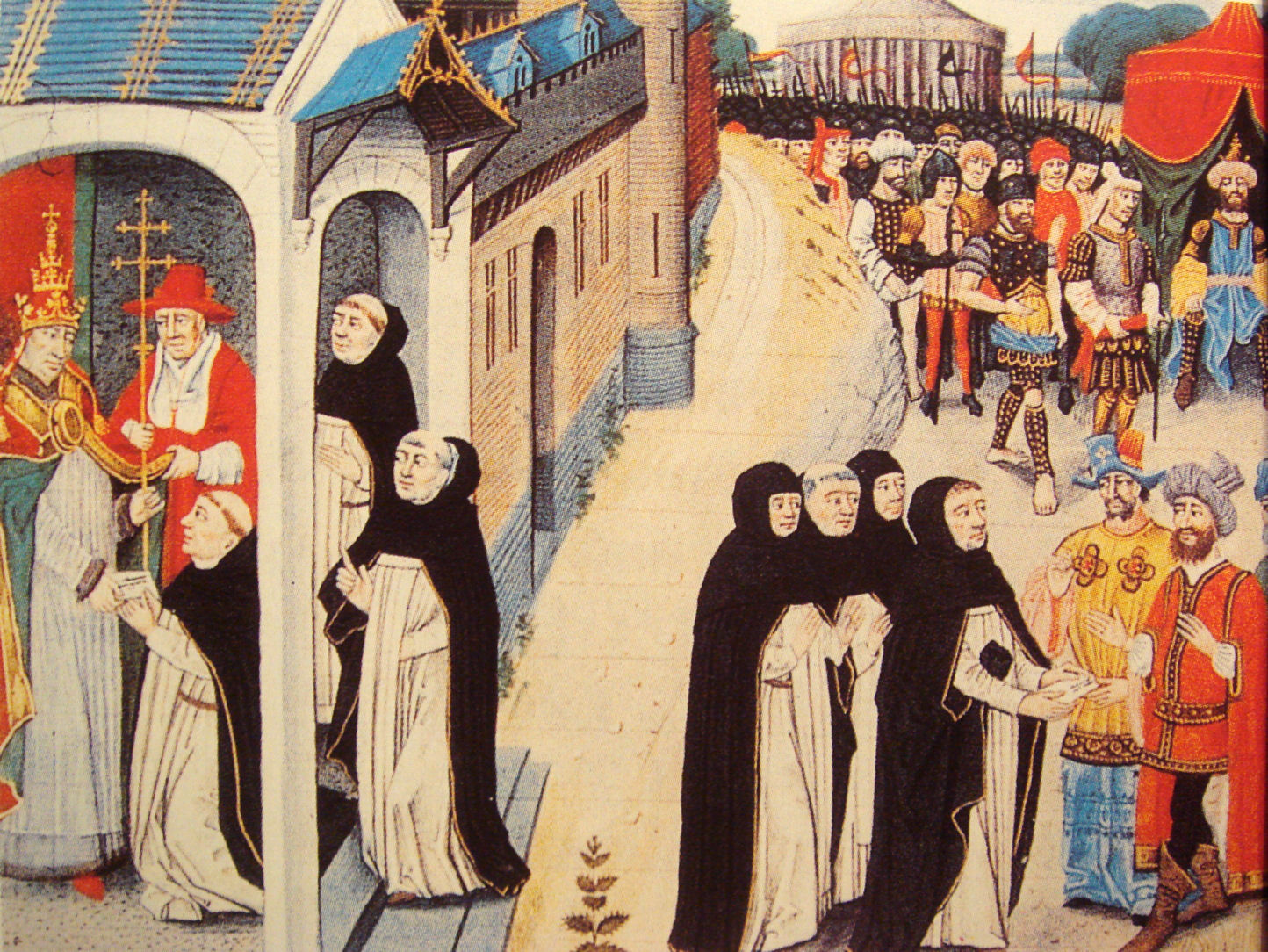
Иннокентий IV вручает письмо доминиканцу Асцелину Ломбардскому, который передаёт его монгольскому военачальнику Байджу

## Внутренние дела церкви
Папское вмешательство в дела императора и светских князей негативно сказывалось на благосостоянии Церкви. Налогообложение в Папской области возросло, жалобы жителей становились все громче.
В августе 1253 года, после долгих раздумий, Иннокентий, наконец, утвердил устав нищенствующего ордена клариссинок, основанного Кларой Ассизской.
В 1246 году Эдмунд Рич, бывший архиепископ Кентерберийский (ум. 1240), был объявлен святым. В 1250 году Иннокентий провозгласил благочестивую королеву Маргариту Эдинбургскую (ум. 1093), жену короля Малкольма III, угодницей. Священник-доминиканец Пётр Веронский, замученный альбигойцами в 1252 году, был объявлен мучеником, как и Станислав Щепановский, архиепископ Кракова, в 1253 году.
15 мая 1252 года издал папскую буллу Ad extirpanda, разрешавшую католической инквизиции пытать подозреваемых в ереси.

## Создание концепции корпорации
Иннокентий внёс определенный вклад в теорию права, выдвинув идею о том, что корпорации являются «фиктивными лицами». Отвечая на вопрос о том, можно ли отлучить от церкви корпорацию в своей речи на Лионском соборе в 1245 году, Иннокентий IV заявил, что всякое отлучение распространяется на душу и совесть и что поэтому не могут быть отлучаемы от церкви корпорации, у которых нет ни души, ни совести, ни воли, ни сознания и которые являются лишь отвлеченными понятиями (nomen intellectuale), правовыми наименованиями (nomina sunt juris), фиктивными лицами (persona ficta). Так впервые была сформулирована фикционная концепция юридического лица, имевшая большое практическое значение для своего времени.

## Последние годы и смерть
Остальная часть жизни Иннокентия была в значительной степени посвящена свержению Манфреда Сицилийского, побочного сына Фридриха II, которого города и дворянство признали преемником его отца. Иннокентий задался целью включить всё Сицилийское королевство в Папскую область, но ему не хватало необходимой экономической и политической власти. После неудачного соглашения с Карлом Анжуйским он предложил сицилийскую корону Эдмунду, девятилетнему сыну короля Генриха III Английского.
В 1254 году Иннокентий отлучил другого сына Фридриха II, Конрада IV, короля Германии, но последний умер через несколько дней после наделения Эдмунда правами на корону. Иннокентий переехал в Ананьи ждать реакции Манфреда на эти события. Манфред, вероятно, решил выиграть время и пошел на переговоры с папой, признал его своим сюзереном, получив взамен звание папского викария в южной Италии. Иннокентий в этот период фактически стал правителем большей части полуострова, а 27 октября 1254 года с триумфом вошел в Неаполь.
У Манфреда, очевидно, не выдержали нервы, и он решил организовать сопротивление, поддерживаемый своими верными сарацинскими войсками, которые стали устраивать беспорядки против власти папы. Уже будучи тяжело больным, Иннокентий в Неаполе услышал о победе Манфреда в Фодже над папскими войсками. Эта весть, как считается, окончательно подорвала здоровье папы, и он умер 7 декабря 1254 года.

## Образ в кино
- Король Данило (Украина, 2018), режиссёр Тарас Химич. В роли Иннокентия IV — Пётр Бенюк.